# 弁天橋 (徳島市)
弁天橋（べんてんばし）は、鮎喰川下流部の徳島県道15号徳島吉野線に架かる平面の橋である。
徳島県徳島市不動東町（北岸）と同県同市北矢三町（南岸）を結ぶ。

## 概要
鮎喰川下流部に位置する橋で、さらに東の下流域には弁天橋潜水橋と高徳線鮎喰川橋梁が架かる。また2007年までは高徳線鮎喰川橋梁より下流域に浜高房橋が架かっていたが、撤去された。
南岸の北矢三町側では徳島県道15号徳島吉野線と交差する。

## 隣の橋梁
（上流） - 不動橋 - 弁天橋 - 高徳線鮎喰川橋梁 - （下流）